# 분변학
분변학(糞便學, 영어: scatology)은 대변 · 소변에 대한 연구를 의미한다. 분뇨에 애완적인 관심있는 취미, 또한 성적 취향도 가리킨다.
분변 연구를 통해 식단, 건강 및 촌충과 같은 질병을 포함하여 생물에 대한 광범위한 생물학적 정보를 결정할 수 있다.
분변에 대한 포괄적인 연구는 지그문트 프로이트의 서문을 포함하여 1913년 독일어 번역과 함께 존 그레고리 부케(John Gregory Bourke)에 의해 Scatalogic Rites of All Nations(1891)라는 제목으로 문서화되었다. 이 작업의 축약 버전은 1994년에 The Portable Scatalog라는 제목으로 출판되었다.

## 같이 보기
- 분변기호증